# Il borghese di ventura
Il borghese di ventura è un romanzo autobiografico di Mario Lattes del 1975.

## Trama
Un giovane ebreo, dopo l'8 settembre, è andato a Roma da Torino per sfuggire alle retate nazifasciste. Dopo un breve periodo trascorso nella villa di un professore in periferia, con altre persone si rifugia in un più sicuro paese della Sabina (forse Castelnuovo di Farfa), dove passa l'inverno finché non arrivano gli Alleati nel giugno 1944.
Il giovane, che conosce l'inglese, si aggrega a un reparto britannico, che segue verso nord fino alla linea Gotica e poi fino alla fine della guerra.

## Struttura e stile
Il testo non è diviso in capitoli e nemmeno in paragrafi.
Lo stile è quello del flusso di coscienza, o del soliloquio interiore: i pensieri dell'Autore fluiscono sulla pagina scritta senza mediazioni strutturali.

## Edizioni
- Einaudi, Collezione I coralli ; 305, 1975, 146 p.
- Marsilio Editori, prefazione di Valter Boggione, Collezione Biblioteca Novecento, 2013, 166 p., ISBN 978-88-317-1719-9